# Пирцхалава, Самсон Георгиевич
Самсон Георгиевич Пирцхалава (груз. სამსონ გიორგის ძე ფირცხალავა, 3 января 1872, Матходжи, Имеретия — 26 июля 1952, Тбилиси) — грузинский политик, член Учредительного собрания Грузии (1919—1921).

## Биография

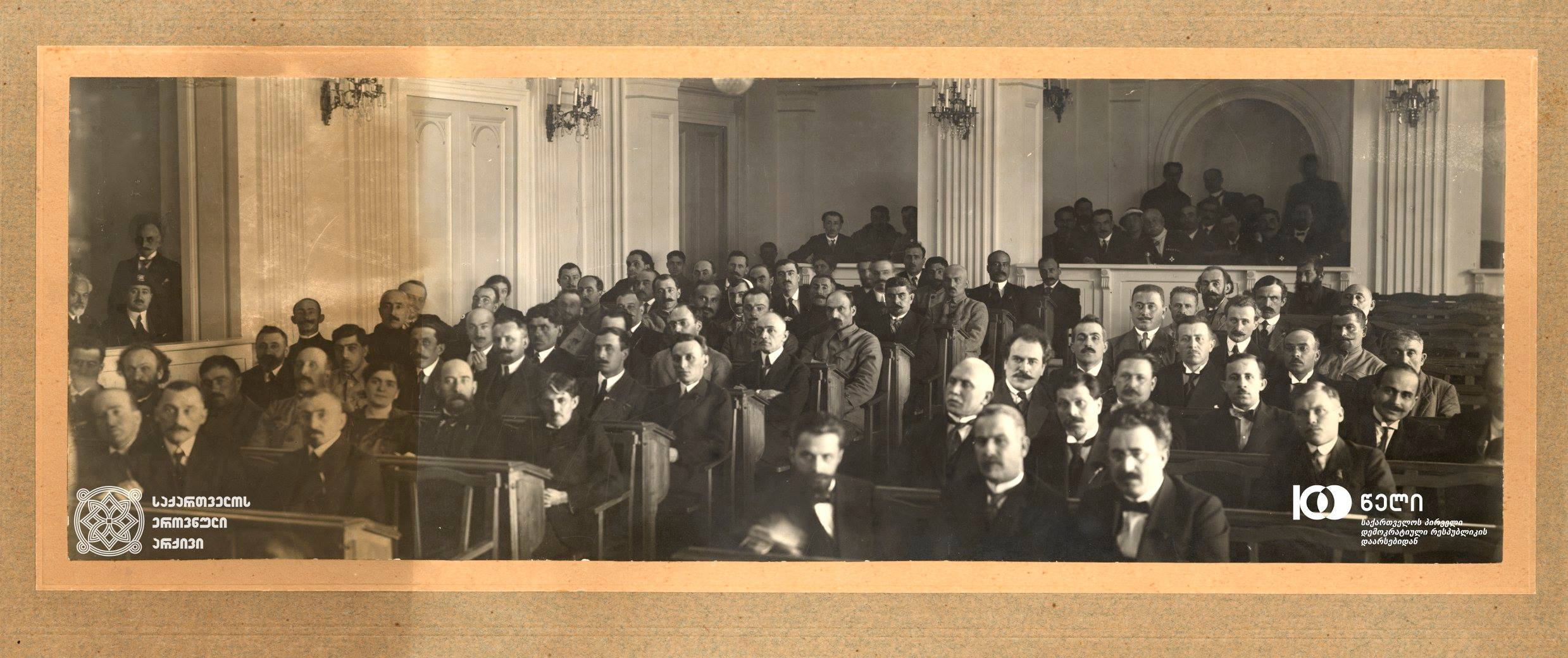
Учредительное собрание Грузии. Пирцхалава, левая сторона, крайний слева в предпоследнем ряду

Родился в крестьянской семье Георгия Пирцхалавы и Барбале Чиргадзе. Грамоте обучился у старших братьев, затем у дьякона местной церкви. Окончил двухклассную школу в Хони, в 1893 году — Кутаисскую гимназию, в 1898 году — юридический факультет Императорского Петербургского университета. Находясь в Санкт-Петербурге, познакомился и подружился с активистами грузинской диаспоры: Иваном Джавахишвили, Зурабом Авалишвили, Григолом Рцхиладзе, Иосифом Бараташвили, Арчилом Джорджадзе, Ильей Накашидзе и Луарсабом Андроникашвили.
Занимался литературным творчеством с 1893 года. Сотрудничал в газете «Иверия» с 1901—1902 годов. Публиковался под псевдонимами «Калами» (перо) и «Ситква» (слово).
Один из основателей Социалистическо-федералистской партии Грузии (1901) и её глава, один из основателей и редакторов газеты «Глехи» («Крестьянин», 1906). Секретарь Общества по распространению грамотности среди грузин в 1902—1910 гг. В 1908 году был избран секретарем юбилейного комитета Акаки Церетели. В 1910 году его сослали в Тверь, откуда он вернулся в 1913 году. Возглавлял Народную газету (1917—1921).
Является автором исторических работ об Илии, царице Тамаре, древней Месхетии, древней истории Грузии. В 1907 году стал соавтором сборника «Смерть и погребение Ильи Чавчавадзе».
В 1917—1919 годах был членом Национального совета Грузии, в 1919—1921 годах — членом Учредительного собрания Грузии. 26 мая 1918 года подписал Декларацию независимости Грузии.
После советизации Грузии (февраль-март 1921 года) эмигрировал из страны, в 1922—1946 годах жил и активно участвовал в общественно-политической и публицистической деятельности во Франции.
В 1946 году вернулся на родину.
В 1951 году был арестован как «антисоветский элемент». 25 декабря того же года выслан в Среднюю Азию, где и умер в 1952 году.